# Vani, Gruzia
Vani (tiếng Gruzia: ვანი) là một thị trấn ở vùng Imereti, miền tây Gruzia, nằm bên sông Sulori (phụ lưu của sông Rioni), cách thủ phủ Kutaisi của vùng Imereti 41 km về phía tây nam. Thị trấn có dân số 3.744 người (ước tính năm 2014), đóng vai trò trung tâm hành chính của quận Vani.
Các nghiên cứu có hệ thống về khảo cổ học của N.Khoshtaria, O.Lortkiphanidze được tiến hành ở Vani từ năm 1947 đã cho thấy sự tồn tại của các tàn tích của một đô thị cổ giàu có thời Colchis. Người ta ước đoán rằng Vani từng là một trung tâm văn hóa vào giai đoạn từ thế kỉ 8 đến thế kỉ 7 trước Công nguyên. Theo dữ liệu khảo cổ, thành phố bị phá hủy vào giữa thế kỉ 1 trước Công nguyên. Từ đó Vani suy tàn dần thành một ngôi làng và chỉ đến năm 1981 mới được nâng làm thị trấn.
Ở Vani có một bảo tàng được thành lập năm 1985. Tại đó trưng bày một số vật phẩm của thời kì Colchis cổ đại.

## Thành phố kết nghĩa
- Fallon, Nevada, Mỹ[1]
- Ashkelon, Israel (từ 1990)[2]
- Prosser, Washington, Mỹ (từ 2010)[3]
- Amvrosiivka, Ukraina (từ 2011)[4]